# Мать своих детей
«Мать своих детей» (англ. Mother's Boys) — американский художественный фильм 1994 года эротический триллер режиссёра Ива Симоно. Сценарий к фильму написан на основе произведения Бернарда Тейлора.
Главные роли в этом фильме исполнили Джейми Ли Кёртис, Питер Галлахер и Джоанн  Уолли. Премьера фильма состоялась 18 марта 1994 года в США.

## Сюжет
Джудит Мэдиган оставляет своего мужа Роберта и троих детей без всяких объяснений. Три года спустя, когда на её возвращение не надеется уже и мать, Джудит возвращается, решив восстановить семью. Но её муж Роберт не согласен на это. Теперь ему предстоит узнать, как далеко женщина может зайти в своей мести.

## В ролях
- Джейми Ли Кёртис —  Джудит Мэдиган или просто Джуди
- Джоанн Уолли — Коллен Харланд или просто Кэлли
- Питер Галлахер — Роберт Мэдиган
- Люк Эдвардс — Кес Мэдиган
- Джосс Экленд — Лэнсинг, адвокат Джуди
- Пол Гилфойл — Марк Каплан, адвокат Роберта
- Джеймс Фримен — мистер Эверетт, директор школы
- Лоррейн Туссен — коллега Роберта
- Колин Уорд — Майкл Мэдиган
- Джои Зиммерман — Бен Мэдиган
- Ванесса Редгрейв — Лидия, мать Джуди
- Джон К. Макгинли — учитель
- Джилл Фридман — медсестра

## Другие названия
- Mother’s Boys
- Маменькины сынки, Мамашины сынки, Мамины дети, Сыновья[2]
- Kylmä syli
- Mammas pojkar
- Tödliche Absichten
- La notte della verità
- Regreso inesperado